# Giro dei Paesi Baschi 2015
Il Giro dei Paesi Baschi 2015, cinquantacinquesima edizione della corsa, valido come nona prova dell'UCI World Tour 2015, si svolse dal 6 all'11 aprile 2015 su un percorso di 845 km suddiviso in sei tappe con partenza da Bilbao ed arrivo a Aia. Fu vinto dallo spagnolo Joaquim Rodríguez, che concluse con il tempo di 21h49'38".

## Tappe
| Tappa  | Data      | Percorso                      | km    | Vincitore di tappa | Leader cl. generale |
| ------ | --------- | ----------------------------- | ----- | ------------------ | ------------------- |
| 1ª     | 6 aprile  | Bilbao > Bilbao               | 162,7 | Michael Matthews   | Michael Matthews    |
| 2ª     | 7 aprile  | Bilbao > Vitoria              | 175,4 | Fabio Felline      | Michael Matthews    |
| 3ª     | 8 aprile  | Vitoria > Zumarraga           | 170,7 | Joaquim Rodríguez  | Sergio Henao        |
| 4ª     | 9 aprile  | Zumarraga > Arrate (Eibar)    | 162,2 | Joaquim Rodríguez  | Sergio Henao        |
| 5ª     | 10 aprile | Eibar > Aia                   | 155,5 | Mikel Landa        | Sergio Henao        |
| 6ª     | 11 aprile | Aia > Aia (cron. individuale) | 18,3  | Tom Dumoulin       | Joaquim Rodríguez   |
| Totale | Totale    | Totale                        | 845   |                    |                     |

## Squadre e corridori partecipanti
| N.    | Cod. | Squadra             |
| ----- | ---- | ------------------- |
| 1-8   | TCS  | Tinkoff-Saxo        |
| 11-18 | BMC  | BMC Racing Team     |
| 21-28 | SKY  | Team Sky            |
| 31-37 | MOV  | Movistar Team       |
| 41-48 | TGA  | Team Giant-Alpecin  |
| 51-58 | ALM  | AG2R La Mondiale    |
| 61-68 | OGE  | Orica-GreenEDGE     |
| 71-78 | IAM  | IAM Cycling         |
| 81-88 | TLJ  | Team Lotto NL-Jumbo |
| 91-98 | AST  | Astana Pro Team     |

| N.      | Cod. | Squadra                |
| ------- | ---- | ---------------------- |
| 101-108 | LTS  | Lotto-Soudal           |
| 111-118 | EQS  | Etixx-Quick Step       |
| 121-128 | KAT  | Team Katusha           |
| 131-138 | LAM  | Lampre-Merida          |
| 141-148 | FDJ  | FDJ                    |
| 151-158 | TCG  | Team Cannondale-Garmin |
| 161-168 | TFR  | Trek Factory Racing    |
| 171-178 | CJR  | Caja Rural-Seguros RGA |
| 181-188 | COF  | Cofidis                |

## Dettagli delle tappe

### 1ª tappa
- 6 aprile: Bilbao > Bilbao – 162,7 km

Risultati
| Pos. | Corridore          | Squadra        | Tempo    |
| ---- | ------------------ | -------------- | -------- |
| 1    | Michael Matthews   | Orica-GreenE.  | 3h57'07" |
| 2    | Michał Kwiatkowski | Etixx-Quick S. | s.t.     |
| 3    | Il'nur Zakarin     | Team Katusha   | s.t.     |

| Pos. | Corridore          | Squadra        | Tempo    |
| ---- | ------------------ | -------------- | -------- |
| 1    | Michael Matthews   | Orica-GreenE.  | 3h57'07" |
| 2    | Michał Kwiatkowski | Etixx-Quick S. | s.t.     |
| 3    | Il'nur Zakarin     | Team Katusha   | s.t.     |

### 2ª tappa
- 7 aprile: Bilbao > Vitoria – 175,4 km

Risultati
| Pos. | Corridore        | Squadra       | Tempo    |
| ---- | ---------------- | ------------- | -------- |
| 1    | Fabio Felline    | Trek Factory  | 4h32'32" |
| 2    | Michael Matthews | Orica-GreenE. | s.t.     |
| 3    | Tony Gallopin    | Lotto-Soudal  | s.t.     |

| Pos. | Corridore          | Squadra        | Tempo    |
| ---- | ------------------ | -------------- | -------- |
| 1    | Michael Matthews   | Orica-GreenE.  | 8h29'39" |
| 2    | Michał Kwiatkowski | Etixx-Quick S. | s.t.     |
| 3    | Fabio Felline      | Trek Factory   | s.t.     |

### 3ª tappa
- 8 aprile: Vitoria > Zumarraga – 170,7 km

Risultati
| Pos. | Corridore         | Squadra       | Tempo    |
| ---- | ----------------- | ------------- | -------- |
| 1    | Joaquim Rodríguez | Team Katusha  | 4h39'02" |
| 2    | Sergio Henao      | Team Sky      | s.t.     |
| 3    | Nairo Quintana    | Movistar Team | s.t.     |

| Pos. | Corridore         | Squadra       | Tempo     |
| ---- | ----------------- | ------------- | --------- |
| 1    | Sergio Henao      | Team Sky      | 13h08'01" |
| 2    | Joaquim Rodríguez | Team Katusha  | s.t.      |
| 3    | Nairo Quintana    | Movistar Team | s.t.      |

### 4ª tappa
- 9 aprile: Zumarraga > Arrate (Eibar) – 162,2 km

Risultati
| Pos. | Corridore         | Squadra       | Tempo    |
| ---- | ----------------- | ------------- | -------- |
| 1    | Joaquim Rodríguez | Team Katusha  | 4h05'10" |
| 2    | Bauke Mollema     | Trek Factory  | s.t.     |
| 3    | Simon Yates       | Orica-GreenE. | s.t.     |

| Pos. | Corridore         | Squadra       | Tempo     |
| ---- | ----------------- | ------------- | --------- |
| 1    | Sergio Henao      | Team Sky      | 17h13'51" |
| 2    | Joaquim Rodríguez | Team Katusha  | s.t.      |
| 3    | Nairo Quintana    | Movistar Team | s.t.      |

### 5ª tappa
- 10 aprile: Eibar > Aia – 155,5 km

Risultati
| Pos. | Corridore     | Squadra      | Tempo    |
| ---- | ------------- | ------------ | -------- |
| 1    | Mikel Landa   | Astana       | 4h06'01" |
| 2    | Tim Wellens   | Lotto-Soudal | a 3"     |
| 3    | Tom Danielson | Cannondale   | a 16"    |

| Pos. | Corridore         | Squadra       | Tempo     |
| ---- | ----------------- | ------------- | --------- |
| 1    | Sergio Henao      | Team Sky      | 21h20'48" |
| 2    | Joaquim Rodríguez | Team Katusha  | s.t.      |
| 3    | Simon Yates       | Orica-GreenE. | a 7"      |

### 6ª tappa
- 11 aprile: Aia > Aia – 18,3 km

Risultati
| Pos. | Corridore         | Squadra       | Tempo  |
| ---- | ----------------- | ------------- | ------ |
| 1    | Tom Dumoulin      | Giant-Alpecin | 28'46" |
| 2    | Joaquim Rodríguez | Team Katusha  | a 4"   |
| 3    | Jon Izagirre      | Movistar Team | a 5"   |

| Pos. | Corridore         | Squadra       | Tempo     |
| ---- | ----------------- | ------------- | --------- |
| 1    | Joaquim Rodríguez | Team Katusha  | 21h49'38" |
| 2    | Sergio Henao      | Team Sky      | a 13"     |
| 3    | Jon Izagirre      | Movistar Team | a 29"     |

## Evoluzione delle classifiche
| Tappa              | Vincitore          | Classifica generale Maglia gialla | Classifica della montagna Maglia a pois | Classifica a punti Maglia verde | Classifica a squadre |
| ------------------ | ------------------ | --------------------------------- | --------------------------------------- | ------------------------------- | -------------------- |
| 1ª                 | Michael Matthews   | Michael Matthews                  | Omar Fraile                             | Michael Matthews                | Etixx-Quick Step     |
| 2ª                 | Fabio Felline      | Michael Matthews                  | Amets Txurruka                          | Michael Matthews                | Etixx-Quick Step     |
| 3ª                 | Joaquim Rodríguez  | Sergio Henao                      | Omar Fraile                             | Michał Kwiatkowski              | Team Katusha         |
| 4ª                 | Joaquim Rodríguez  | Sergio Henao                      | Omar Fraile                             | Michał Kwiatkowski              | Team Katusha         |
| 5ª                 | Mikel Landa        | Sergio Henao                      | Omar Fraile                             | Joaquim Rodríguez               | Team Katusha         |
| 6ª                 | Tom Dumoulin       | Joaquim Rodríguez                 | Omar Fraile                             | Joaquim Rodríguez               | Team Katusha         |
| Classifiche finali | Classifiche finali | Joaquim Rodríguez                 | Omar Fraile                             | Joaquim Rodríguez               | Team Katusha         |

Maglie indossate da altri ciclisti in caso di due o più maglie vinte
- Nella 2ª tappa Michał Kwiatkowski ha indossato la maglia verde al posto di Michael Matthews.

## Classifiche finali

### Classifica generale - Maglia gialla
| Pos. | Corridore          | Squadra  | Tempo     |
| ---- | ------------------ | -------- | --------- |
| 1    | J. Rodríguez       | Katusha  | 21h49'38" |
| 2    | Sergio Henao       | Sky      | a 13"     |
| 3    | Ion Izagirre       | Movistar | a 29"     |
| 4    | Nairo Quintana     | Movistar | a 38"     |
| 5    | Simon Yates        | Orica    | a 46"     |
| 6    | Michele Scarponi   | Astana   | a 1'06"   |
| 7    | Rui Faria da Costa | Lampre   | A 1'14"   |
| 8    | Michał Kwiatkowski | Etixx    | a 1'15"   |
| 9    | Il'nur Zakarin     | Katusha  | a 1'25"   |
| 10   | Thibaut Pinot      | FDJ      | a 1'33"   |

### Classifica della montagna - Maglia a pois
| Pos. | Corridore      | Squadra    | Punti |
| ---- | -------------- | ---------- | ----- |
| 1    | Omar Fraile    | Caja Rural | 81    |
| 2    | Amets Txurruka | Caja Rural | 45    |
| 3    | Tom Danielson  | Cannondale | 33    |
| 4    | Tony Martin    | Etixx      | 23    |
| 5    | Sergio Henao   | Team Sky   | 22    |

### Classifica a punti - Maglia verde
| Pos. | Corridore          | Squadra      | Punti |
| ---- | ------------------ | ------------ | ----- |
| 1    | Joaquim Rodríguez  | Katusha      | 78    |
| 2    | Michał Kwiatkowski | Etixx        | 62    |
| 3    | Sergio Henao       | Sky          | 55    |
| 4    | Fabio Felline      | Trek Factory | 44    |
| 5    | Simon Yates        | Orica        | 38    |

### Classifica a squadre
| Pos. | Squadra         | Tempo     |
| ---- | --------------- | --------- |
| 1    | Team Katusha    | 65h31'56" |
| 2    | BMC Racing Team | a 3'09"   |
| 3    | Movistar Team   | a 3'16"   |
| 4    | Astana Pro Team | a 4'24"   |
| 5    | Team Sky        | a 14'18"  |